# Léon Semmeling
Léon Joseph Semmeling (* 4. Januar 1940 in Moelingen; † 14. März 2024) war ein belgischer Fußballspieler auf der Position eines Mittelfeldspielers.

## Sportliche Laufbahn

### Vereinskarriere
Semmeling spielte in der Ersten Division ausschließlich für Standard Lüttich. Er absolvierte 449 Spiele, in denen er 73 Tore erzielte. Mit Lüttich wurde er fünfmal belgischer Meister und zweimal Pokalsieger. 1974 verließ er Standard Lüttich und spielte noch zwei Jahre für UR Namur, wo er seine aktive Laufbahn beendete.

### Auswahleinsätze
Zwischen 1961 und 1973 bestritt er 35 Spiele für die belgische Nationalmannschaft, in denen er zwei Tore erzielte. Semmeling stand im belgischen Aufgebot bei der Fußball-Weltmeisterschaft 1970 in Mexiko und bei der Europameisterschaft 1972 im eigenen Land. Dort absolvierte er mit der Mannschaft gegen Ungarn das siegreiche Spiel um Platz drei.

### Erfolge
- Belgischer Meister (5): 1961, 1963, 1969, 1970, 1971
- Belgischer Pokalsieger (2): 1966, 1967

## Trainerlaufbahn
Nach dem Ende seiner Karriere als Spieler übernahm er zunächst das Traineramt bei seinem letzten Verein UR Namur. Es folgten die Stationen R.A.A. La Louvière und RFC Tilleur. 1981 wurde er unter seinem ehemaligen Nationalcoach Raymond Goethals Assistenztrainer bei seinem alten Verein Standard Lüttich. Nachdem Goethals 1984 wegen seiner Verwicklung in einen Bestechungsskandal gesperrt worden war und Belgien verlassen hatte, übernahm er für kurze Zeit das Amt des Cheftrainers. Mit Ausnahme eines Abstechers zum RFC Seraing in der Saison 1986/87 arbeitete er in der Folgezeit bis 1997 bei Standard in der Position des Assistenten.
1999 übernahm er die tunesische Mannschaft US Monastir. 2002 kehrte er für ein Jahr als Trainerassistent zu seinem Jugendklub RCS Visé zurück. Von 2004 bis 2006 war er nochmals im Trainerstab von La Louvière tätig.